# Volkswacht (Bielefeld)
Die Volkswacht. Organ für das arbeitende Volk war eine sozialdemokratische Zeitung in Bielefeld, die 1890 gegründet wurde und bis zum Jahr 1933 bestand.

## Geschichte
Die Gründung erfolgte 1890 kurz vor Ende des Sozialistengesetzes. Der eigentliche Gründer und anfängliche Verleger war Gustav Slomke, der für die Gründung der Zeitung Anteilsscheine ausgab. Nachdem die Partei wieder legal arbeiten konnte, beschloss eine Versammlung 1891, das Blatt gegen Rückzahlung der Einlagen der bisherigen Anteilseigner in Parteieigentum zu überführen. Viele der Teilhaber verzichteten allerdings auf die Rückforderungen. Die lokale Partei gründete einen Verlag in der Form einer offenen Handelsgesellschaft. Der Erfolg des Blattes in Bielefeld und Umgebung war beachtlich. Das Blatt war das Organ der SPD für den Bereich Ostwestfalen und Lippe. Sie hatte in verschiedenen Städten und Gemeinden Berichterstatter. In Bielefeld saß die Hauptredaktion und die Druckerei.
Als Blatt der sozialdemokratischen Opposition war die Volkswacht häufig polizeilicher und staatsanwaltlicher Ermittlungen wegen Vergehen gegen das Preßgesetz ausgesetzt. Emil Groth, der erste leitende Redakteur, saß deswegen anderthalb Jahre im Gefängnis und wurde zu zahlreichen Geldstrafen verurteilt. Ähnlich war die Situation auch unter den Nachfolgern Bruno Schumann und Carl Hoffmann.

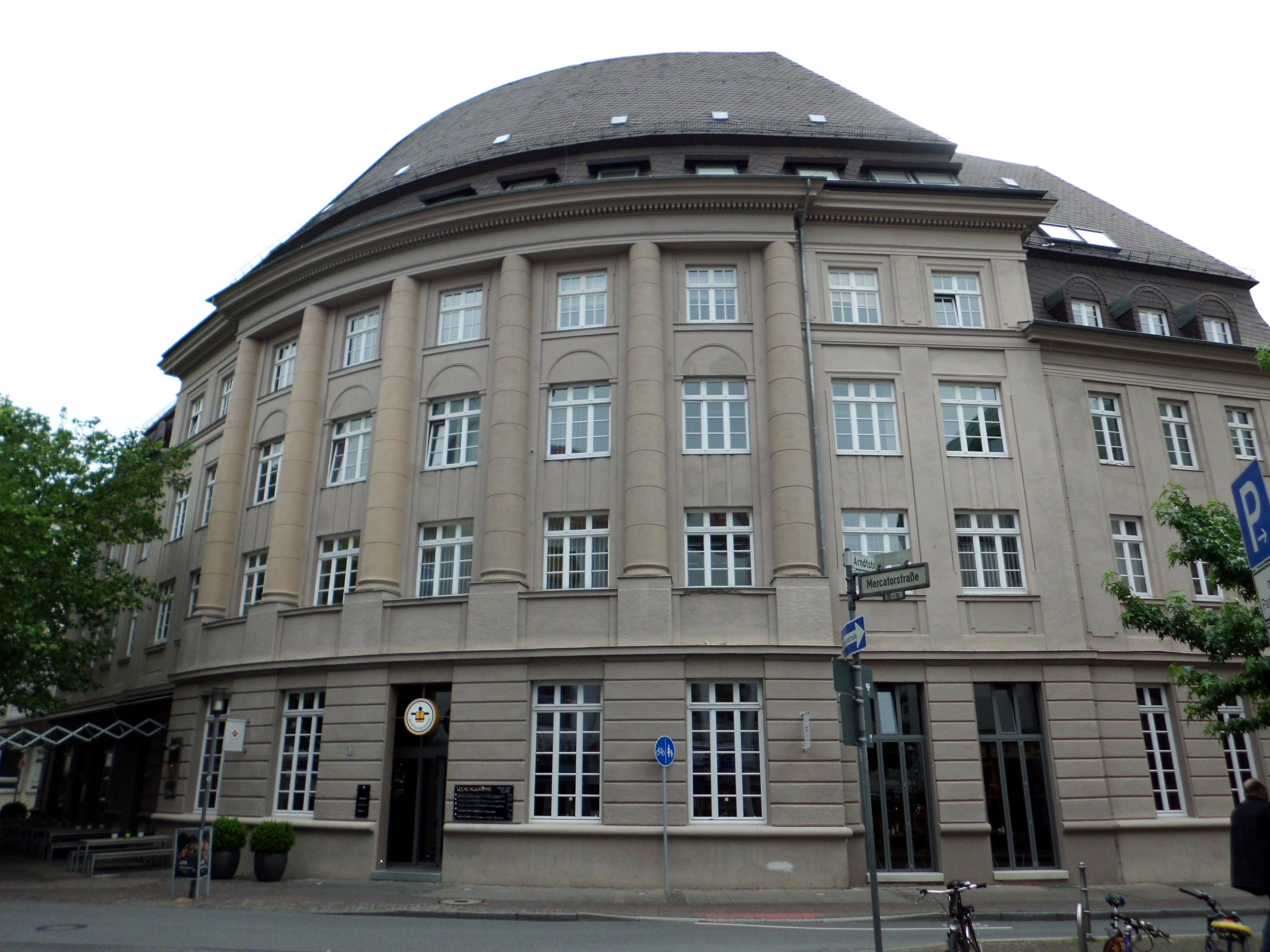
Ehemaliges Gebäude der Volkswacht in der Arndtstraße

Die Volkswacht war ein zentrales Verbindungsglied für die lokalen Partei- und Gewerkschaftsorganisationen. Ab 1894 schrieb Carl Severing für das Blatt. Von 1912 bis 1919 war er Redakteur und faktisch Leiter der Zeitung, seitdem Hoffmann kränkelte. Auch unter Severing blieb das Blatt ein Agitationsinstrument, das dazu diente, neue Mitglieder für Partei oder Gewerkschaft zu gewinnen. Allerdings kam es zu einer gewissen Modernisierung des Blattes durch ein neues Layout und durch die Einführung neuer Rubriken. Dazu gehörten eine Art Feuilleton und kulturelle Beiträge, die sich an den Sozialistischen Monatsheften orientierten. In dieser Zeit stießen auch auswärtige Autoren wie Wilhelm Keil zum Blatt. In seiner Bielefelder Zeit 1912/1913 war auch Ernst Reuter als Autor in der Volkswacht vertreten. Im Jahr 1912 bezog die Volkswacht ein neues Gebäude in der Arndtstraße. Dort hatten Redaktion, Druckerei und Buchhandlung der „Volkswacht“ ihren Sitz. Die repräsentative Architektur drückte den seit der Gründung gewachsenen Einfluss aus. Zu diesem Anlass formulierte Severing das Ziel der Zeitung: „Die sozialdemokratische Presse ist für ihre Leserwelt Lehrer, Erzieher, Bildner und Kämpfer zugleich.“ Nach seinem Ausscheiden als Redakteur blieb Severing der Zeitung als Autor weiterhin verbunden.

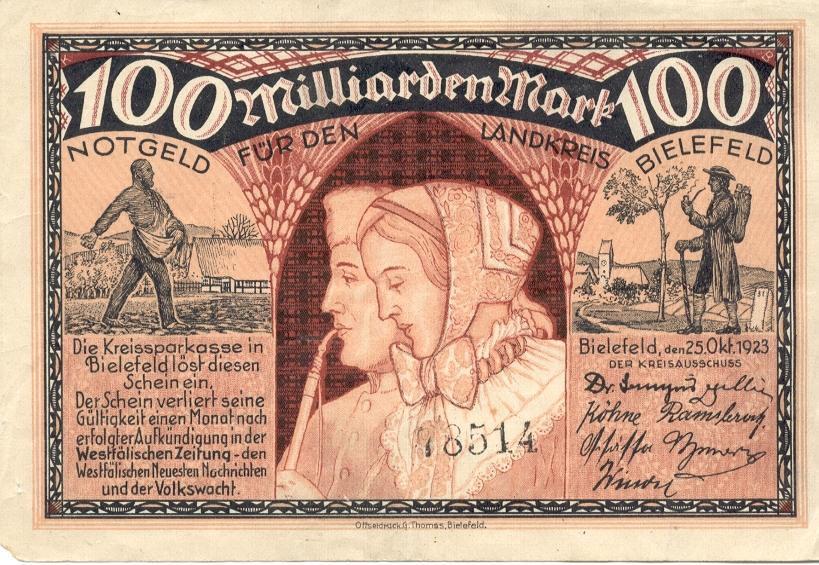
Die Volkswacht war auch in die Aufkündigung von Notgeld einbezogen; Schein mit Bielefelder Leineweber.

Während der Weimarer Republik war die Zeitung moderater im Ton als vor dem Ersten Weltkrieg. Am Ende der Republik wandte sich die Volkswacht energisch und mit teilweise erneut klassenkämpferischen Tönen „gegen die braune Flut.“ Sie war seit 1931 regionales Organ der Eisernen Front. Nach dem Beginn der nationalsozialistischen Herrschaft wurde mit dem Schriftleitergesetz Ende Februar 1933 zunächst ein zeitweiliges Verbot verhängt. In der letzten Ausgabe vom 27. Februar 1933 hieß es noch selbstbewusst: „Bielefeld ist rot und bleibt rot!“ In der Folge wurden die Mitarbeiter verfolgt, verhaftet oder ins Exil getrieben. Gebäude und Vermögen des Verlages wurden am 2. Mai 1933 beschlagnahmt.
Nach dem Zweiten Weltkrieg setzte die Freie Presse mit Severing als Redaktionsleiter und Emil Groß als Verleger die Tradition der Volkswacht fort. Heute knüpft daran die Neue Westfälische an.